# Trapeziumgitje
Het trapeziumgitje (Cheilosia carbonaria) is een vliegensoort uit de familie van de zweefvliegen (Syrphidae). De wetenschappelijke naam van de soort werd voor het eerst geldig gepubliceerd in 1860 door Johann Egger.